# Ancylis apicana
Ancylis apicana is een vlinder uit de familie van de bladrollers (Tortricidae). De wetenschappelijke naam van de soort is, als Grapholita apicana, voor het eerst geldig gepubliceerd in 1866 door Francis Walker.

## Type
- holotype: "female"
- instituut: BMNH. Londen, Engeland
- typelocatie: "Canada, Nova Scotia"